# Mariano Pedrero
Mariano Pedrero López (Burgos, 1865-Madrid, 1927) fue un dibujante, pintor, cartelista e ilustrador español.

## Biografía
Nacido en Burgos el 2 de julio de 1865, su juventud transcurrió en la provincia de Santander.
Tal como relatan las obras e investigaciones de Mª José Zaparaín y Francisco Gutiérrez, la vida profesional de Mariano Pedrero fue muy productiva y exitosa.
Inició su carrera como profesor de dibujo en el Colegio de San José de Torrelavega, instituto del cual llegó a ser director. En este periodo (y después) publicó en la prensa cántabra: La Atalaya, El Cantábrico, Cantabria, Letras Montañesas y, en 1898, se traslada a Madrid donde había sido nombrado director artístico de la revista Nuevo Mundo; elaborando aquí sus dos primeras portadas relacionadas con la guerra de Cuba. Fue en la capital donde alcanzó su gran notoriedad y donde también, en 1903, fue nombrado redactor artístico de La Ilustración Española y Americana, así como director artístico, a partir de 1919, de la revista de los jesuitas madrileños, La Estrella del Mar.
Además de ilustrar libros, entre ellos colecciones como El Cuento Semanal y Los Contemporáneos, sus dibujos aparecieron publicados en revistas y periódicos como La Ilustración Artística, Nuevo Mundo, La Ilustración Española y Americana, La Esfera, La Lectura Dominical, El Eco Montañés y Blanco y Negro. Murió el 18 de noviembre de 1927 en la capital.

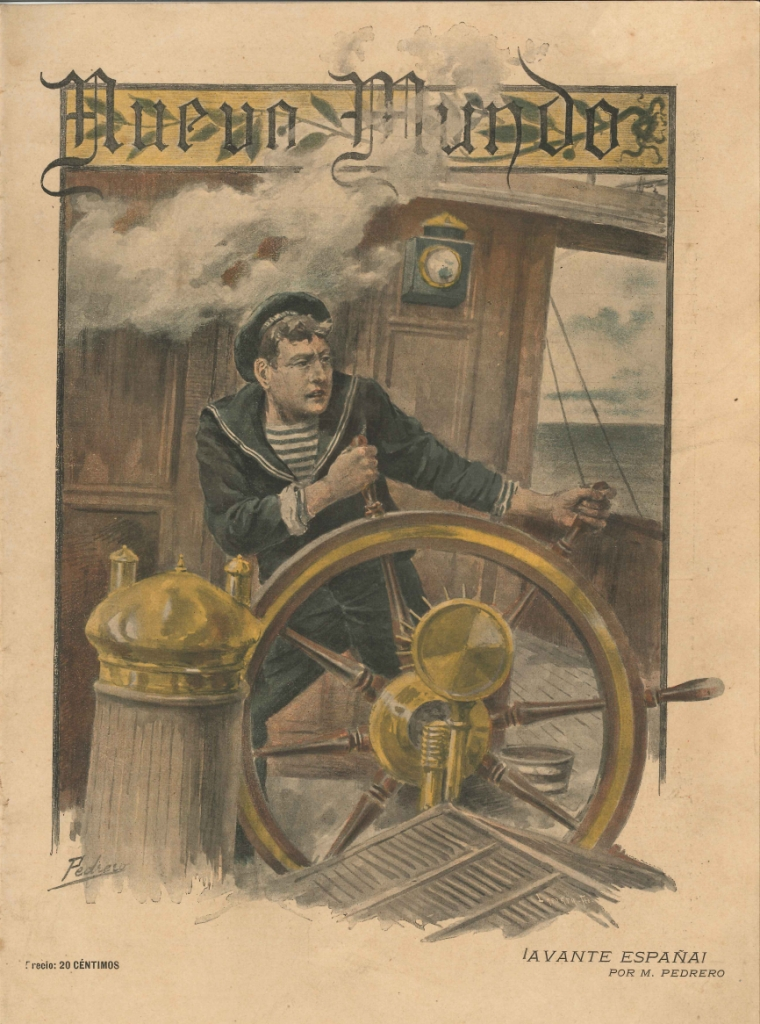
Nuevo Mundo, Avante España, 20.4.1898
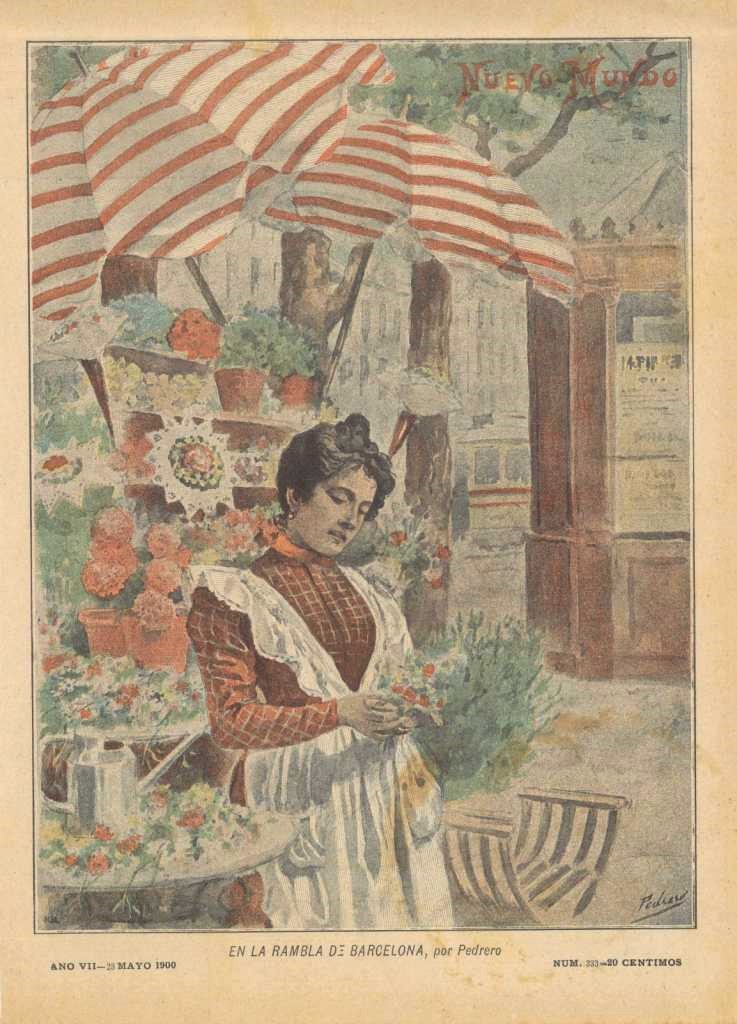
Nuevo Mundo, en la Rambla de Barcelona, 1900
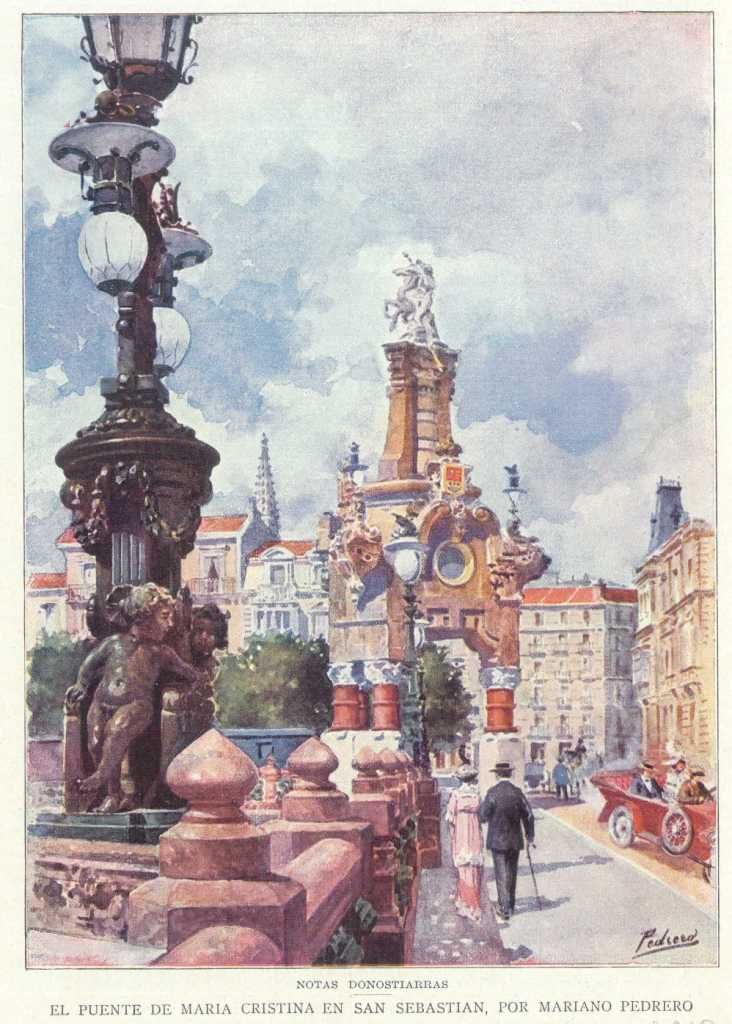
Blanco y Negro, Puente de Mª Cristina San Sebastián, 1913
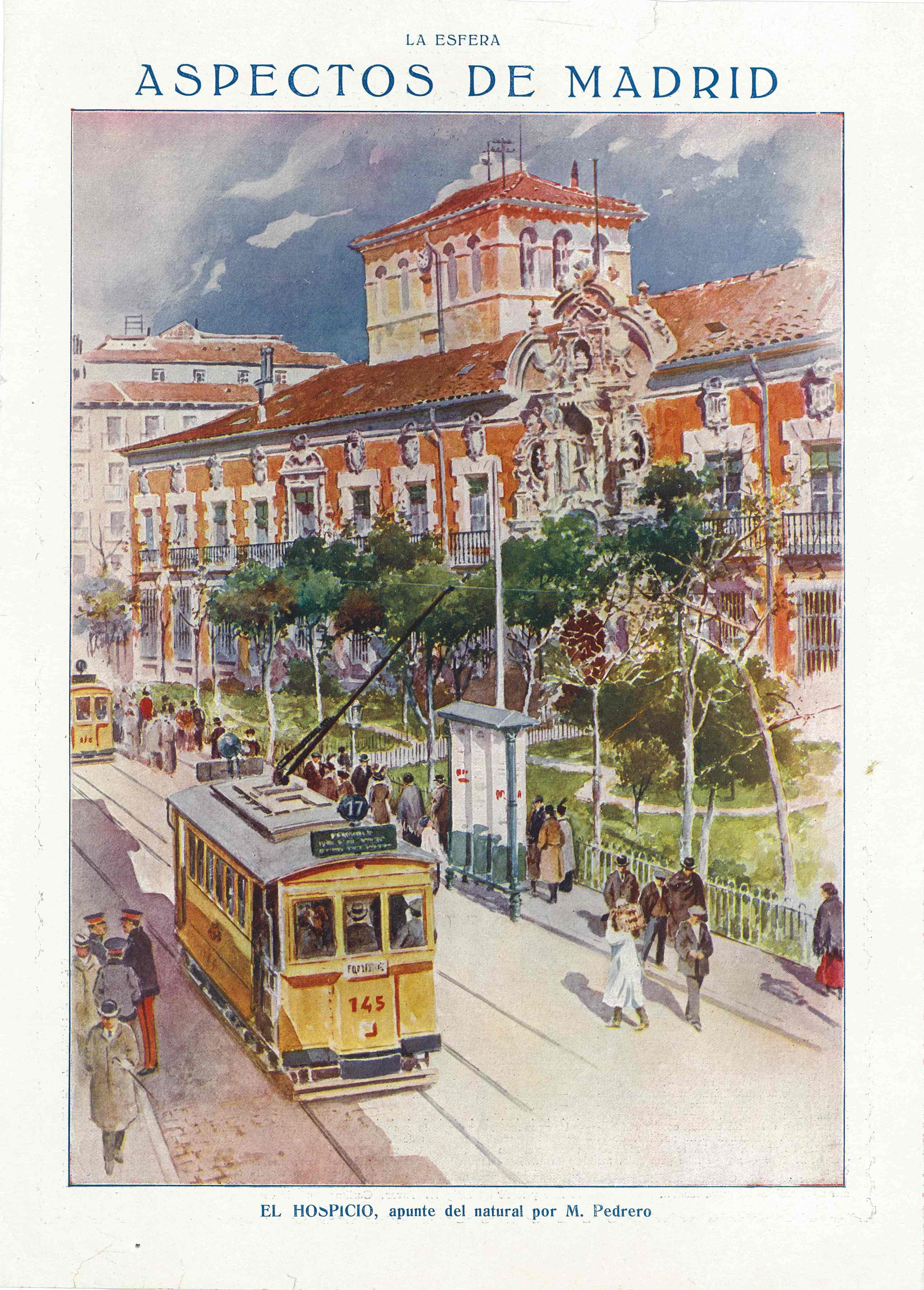
La Esfera, el Hospicio, 1915
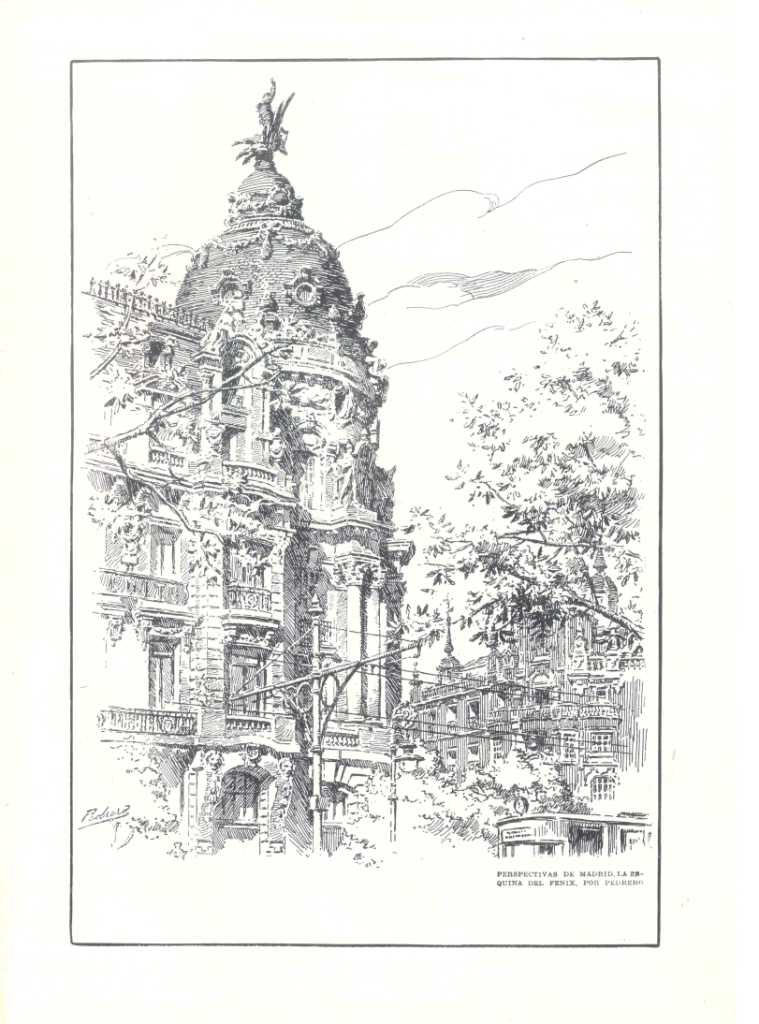
Blanco y Negro, La Esquina del Fénix, 1916

## Libros

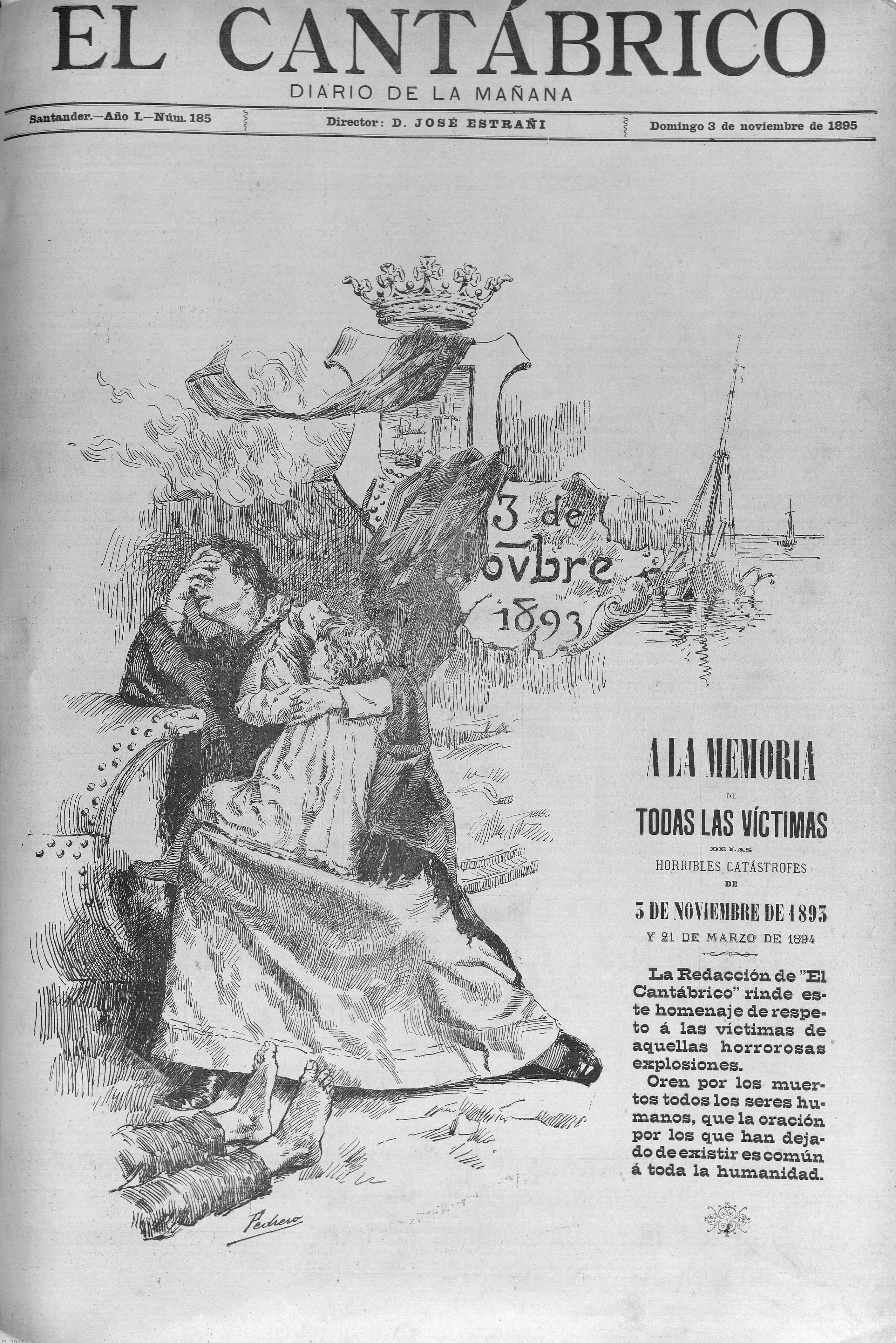
Portada del diario El Cantábrico (3 de noviembre de 1895) recordando el segundo aniversario de la explosión del Machichaco

Mariano Pedrero, aparte de colaborar con publicaciones periódicas como La Ilustración Española y Americana o Nuevo Mundo, ilustró un notable número de libros. Entre ellos destacan La santa casa de Loyola (1891), La Europa salvaje (1894), Los tercios españoles (1904), todos ellos de la mano de la Imprenta del Corazón de Jesús, de Bilbao. Así mismo fue el encargado de los dibujos interiores para el Mensajero del corazón de Jesús, de la misma empresa, entre 1891 y 1913; siendo también él el autor de la portada los últimos cuatro años.
Ilustró el libro Tipos trashumantes (1897), de José María de Pereda, publicado en Barcelona por la editorial Heinrich.
Publicado en Madrid, cabe resaltar Cantos de la montaña (1901), un  singular libro de Rafael Calleja de carácter musical y profusamente ilustrado por Pedrero. Otro libro relacionado con Cantabria es Noticia circunstanciada de la explosión del vapor Cabo Machichaco .... 1893 (1894). A estos dibujos del libro cabe añadirle dos portadas de la prensa diaria cántabra referentes a dicha tragedia, en la que hubo más de 500 muertos y más de 2000 heridos.

Igualmente relevante, y posiblemente la más conocida obra ilustrada por Mariano Pedrero, el cuento infantil Ratón Pérez (1911), cuya portada y dibujos interiores reflejan una gran creatividad y empatía con la obra del padre Coloma. Para finalizar hay que mencionar las novelas de ciencia ficción escritas por «Coronel Ignotus», alias de José de Elola, en la década de 1920. En cuanto a las colaboraciones con otros dibujantes a resaltar el libro El castillo de Burgos, de Eduardo de Oliver-Copons (1893). Esta obra y sus ilustraciones se sitúan en una época y estilo muy anterior a la modernista del Ratón Pérez y la ciencia ficción de los relatos del Coronel Ignotus.

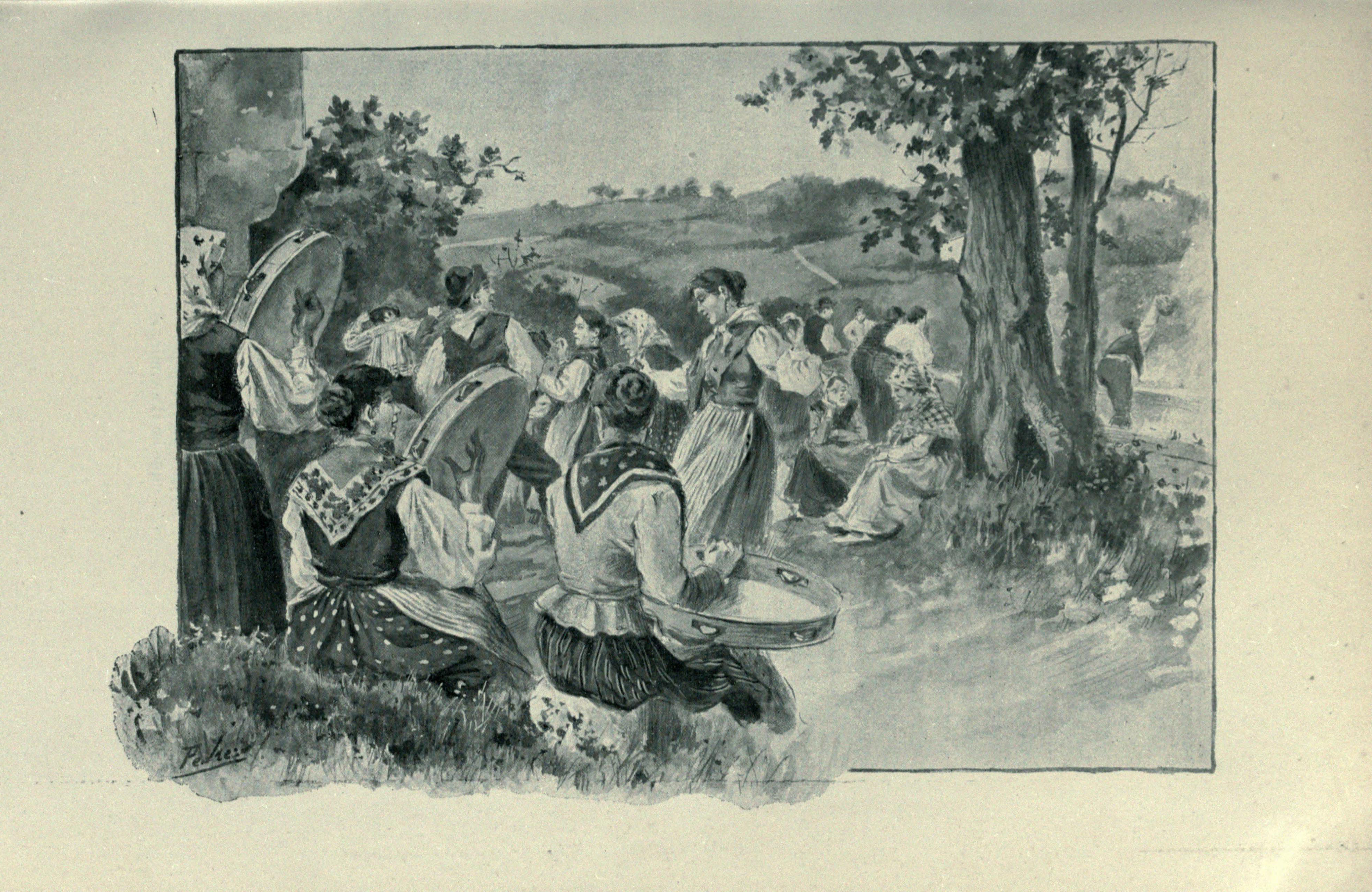
Cantos de la Montaña (1901)
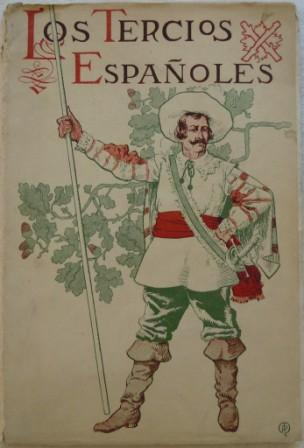
Los tercios españoles (1904)
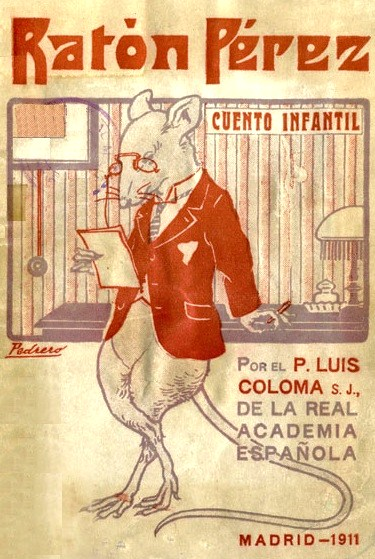
Ratón Pérez (1911), de Luis Coloma.
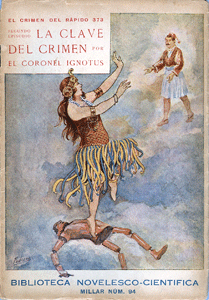
La clave del crimen (1925) del Coronel Ignotus.

## Carteles

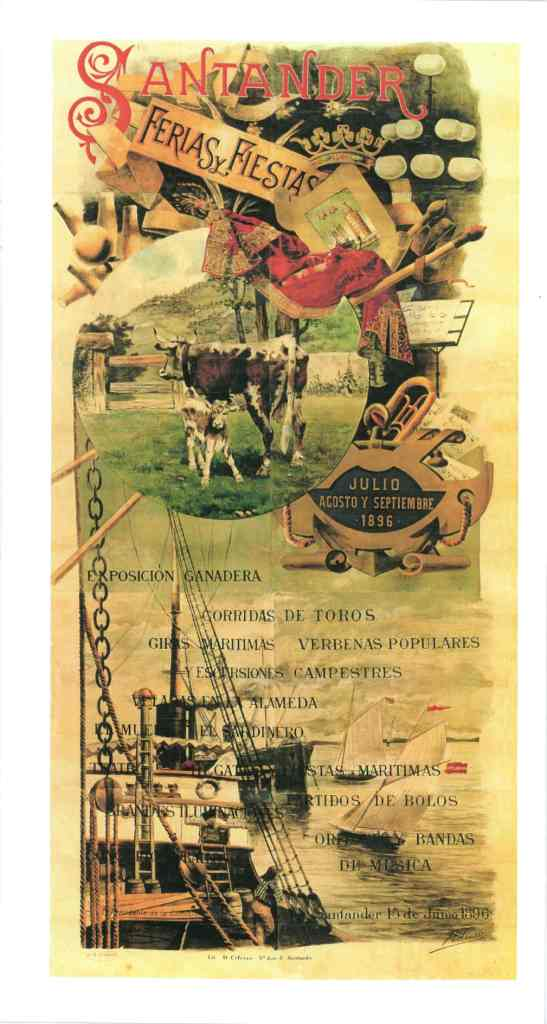
Cartel Ferias y Fiestas de Santander de 1896

A lo largo de su vida profesional Mariano Pedrero resultó ganador de varios concursos de carteles de Santander. Según el libro Mariano Pedrero, el ilustrador de Cantabria, escrito por Francisco Gutiérrez, existen o existieron carteles de "Ferias y Fiestas de Santander" de 1894, 1896, 1904 y 1905 así como de la "Sociedad Taurina Montañesa, Santander" de los años 1896 (o 1899), 1900, 1902, 1904, 1908, 1909, 1910 y 1912.
Estos carteles, como era habitual en la época, eran de gran formato y así lo especifica el libro España en mil carteles, de la colección Carulla, publicado en Barcelona. Como indica el libro, el de Ferias y Fiestas de 1896 medía 134 x 281 cm, y el taurino de 1900 medía 124 x 290 cm de altura. Tal como refleja la obra editada en Barcelona, se trata de dos carteles diseñados con gran maestría y llevados a la realidad por excelentes litógrafos santanderinos. Es de suponer que, de algunos de estos carteles, existieron también los respectivos programas de mano de pequeño formato. Uno de ellos, el de la "Sociedad Taurina Montañesa" de 1909, forma parte de la colección de la Biblioteca Municipal de Santander.
Para promocionar el turismo en la capital cántabra se publicaron también las llamadas Guías del veraneante de pequeño formato, de las cuales Mariano Pedrero dibujó la portada para los años 1910, 1911, 1914 y 1915. Así mismo existió al menos una Guía del veraneante de Gijón, concretamente del año 1909. En cuanto a La Coruña creó las portadas de los programas de festejos 1905 y grandes fiestas 1912 y 1913.
Relativo a la ciudad de Burgos, Mariano Pedrero elaboró un proyecto, no realizado, para las "Ferias y fiestas de San Pedro y San Pablo" de 1897, tal como publica el número del 13 de junio de 1898 de La Ilustración Artística. En cambio sí se llevó a cabo el programa para el "VII centenario de la Catedral de Burgos" de 1921; cuyas cubiertas están reproducidas en el catálogo de la exposición en la Casa del Cordón de Burgos (2019). Diseñó el programa de "Ferias y fiestas de San Pedro y San Pablo" de 1926. En el catálogo de la Fundación Caja de Burgos se reproducen las cubiertas y el boceto acuarelado del mismo. Aparte del programa, de pequeño formato, hay indicios que podría existir el cartel de gran formato correspondiente.
En cuanto al país vasco, Mariano Pedrero creó la portada del horario del ferrocarril de Pamplona a San Sebastián (verano 1914). El folleto, del llamado "ferrocarril de Plazaola", forma parte de la colección del Museo Vasco del Ferrocarril. Su diseño se puede considerar como muy moderno, anticipándose estilísticamente a su año de publicación.
(Fotos carteles 1894, 1905 y 1900, Francisco Gutiérrez)

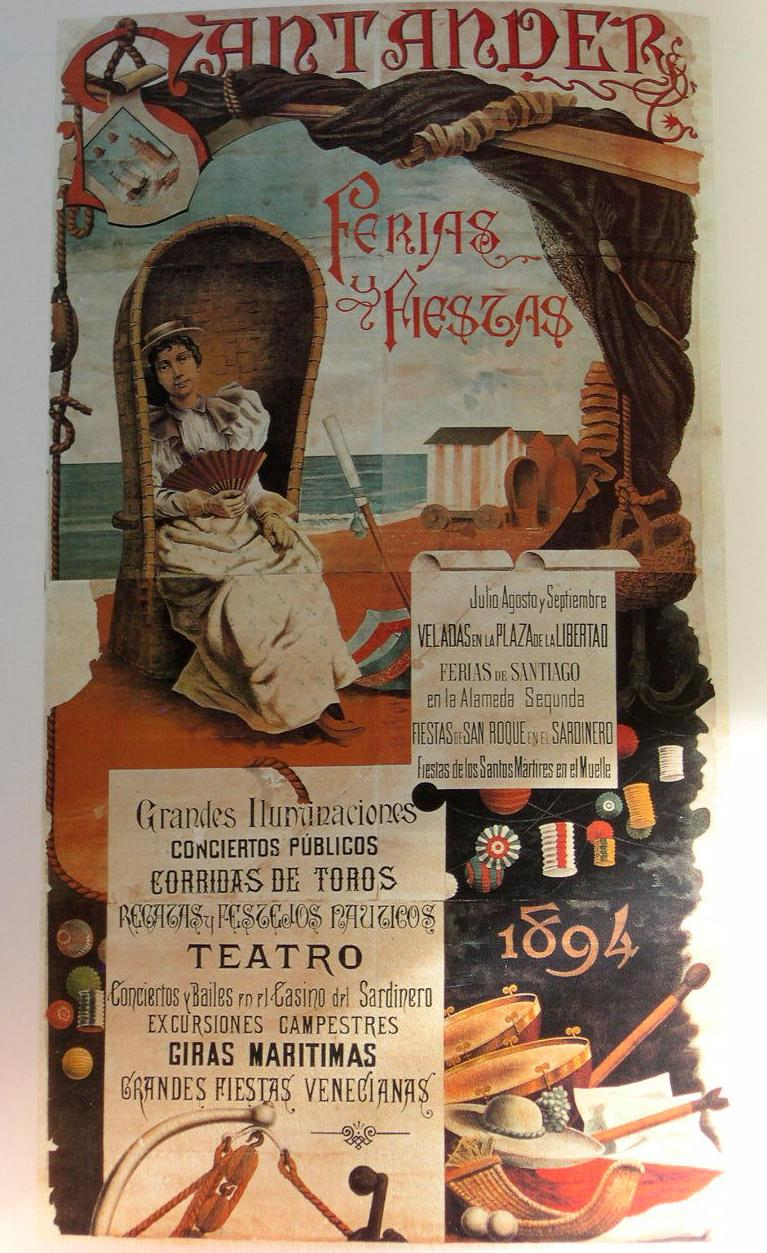
Cartel Ferias y Fiestas de Santander de 1894
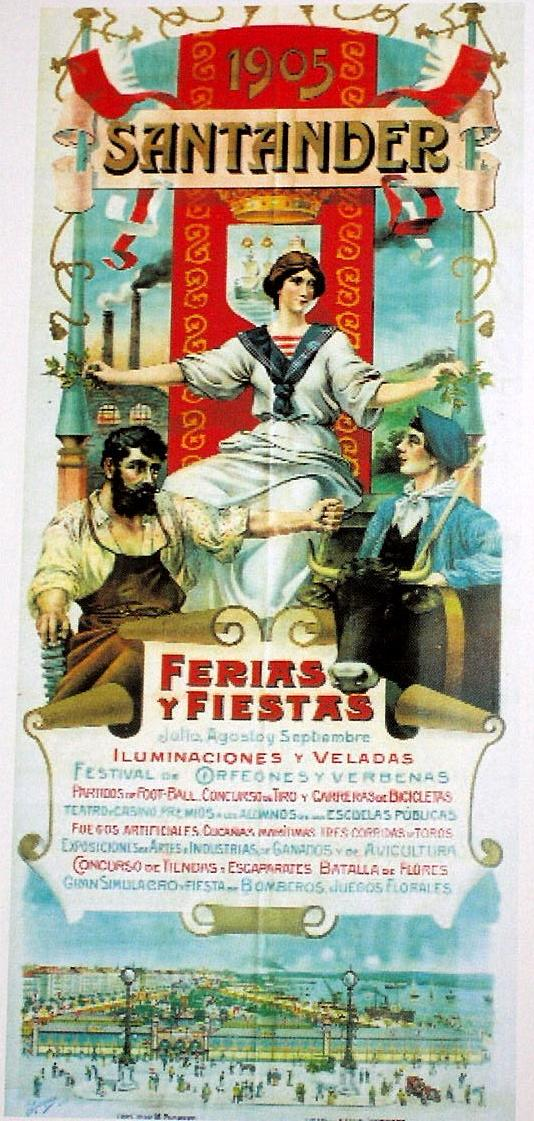
Cartel Ferias y Fiestas de Santander de 1905
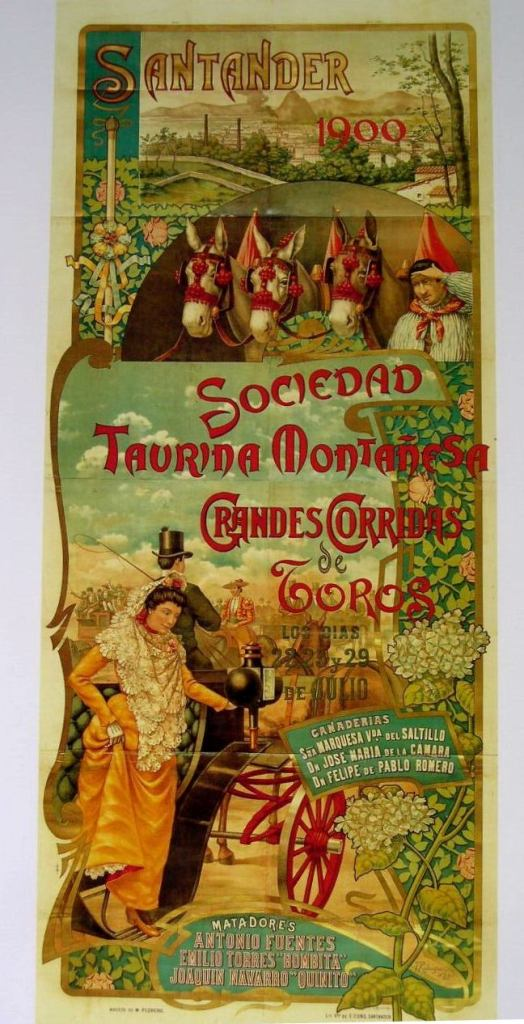
Cartel Sociedad Taurina Montañesa Santander de 1900
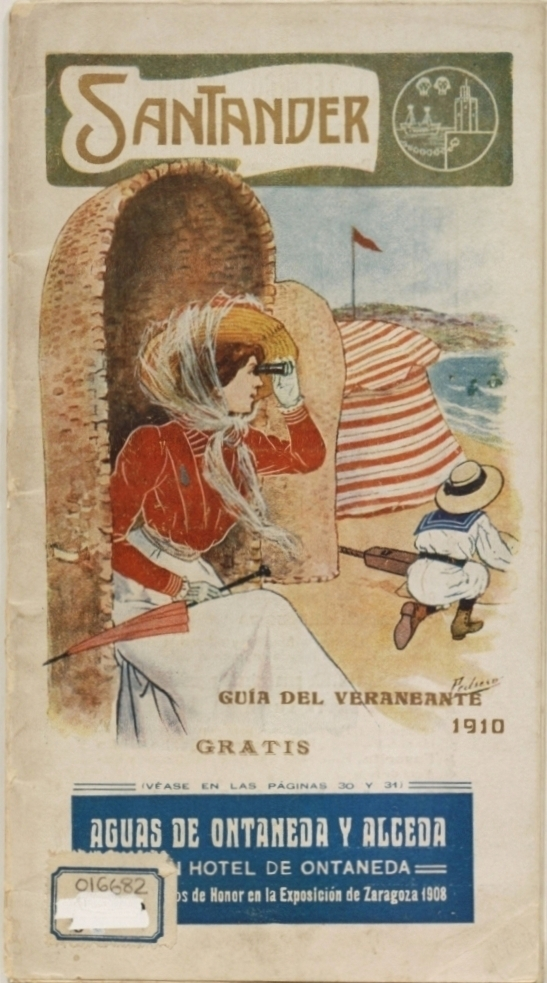
Guía del veraneante de Santander de 1910
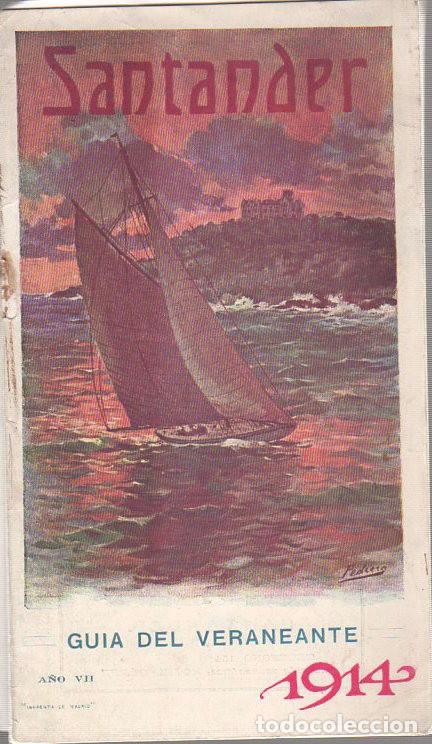
Guía del veraneante de Santander de 1914

## Nexo entre dos siglos
En cuanto a la evolución estilística de Mariano Pedrero, esta nace enraizada en el siglo XIX, el costumbrismo y el historicismo. No obstante, sus primeros dibujos, de gran precisión, posteriormente viran hacia un naturalismo más suelto. Esta evolución se aprecia bien en el rango (1893-1926) de los cinco cuadernos de dibujo incluidos en el catálogo de la exposición en la Casa del Cordón (2019).
Sin embargo, en lo que refiere a las portadas publicadas en el siglo XX, el artista adopta trazos de modernidad y creatividad notables. (texto Mª J. Zaparaín pág. 155 y 156)

Son precisamente estos rasgos más modernos, los que resultan en dibujos próximos al modernismo o art nouveau. Dan fe de ello el bello cartel taurino (1900) o el bodegón a tinta publicado en 1902 (p. 43 catálogo Fundación Caja de Burgos). Le siguen los almanaques de La Ilustración Española y Americana (1905 y 1907), el Ratón Pérez (1911), varias portadas de la revista Los Contemporáneos (1913-1915), las portadas de la revista Mondariz (1915-1922) o los futuristas libros del «Coronel Ignotus» (1924-1926). Siendo por cierto los almanaques de la IEA, Mondariz y Coronel Ignotus editados por la madrileña Sucesores de Rivadeneyra.

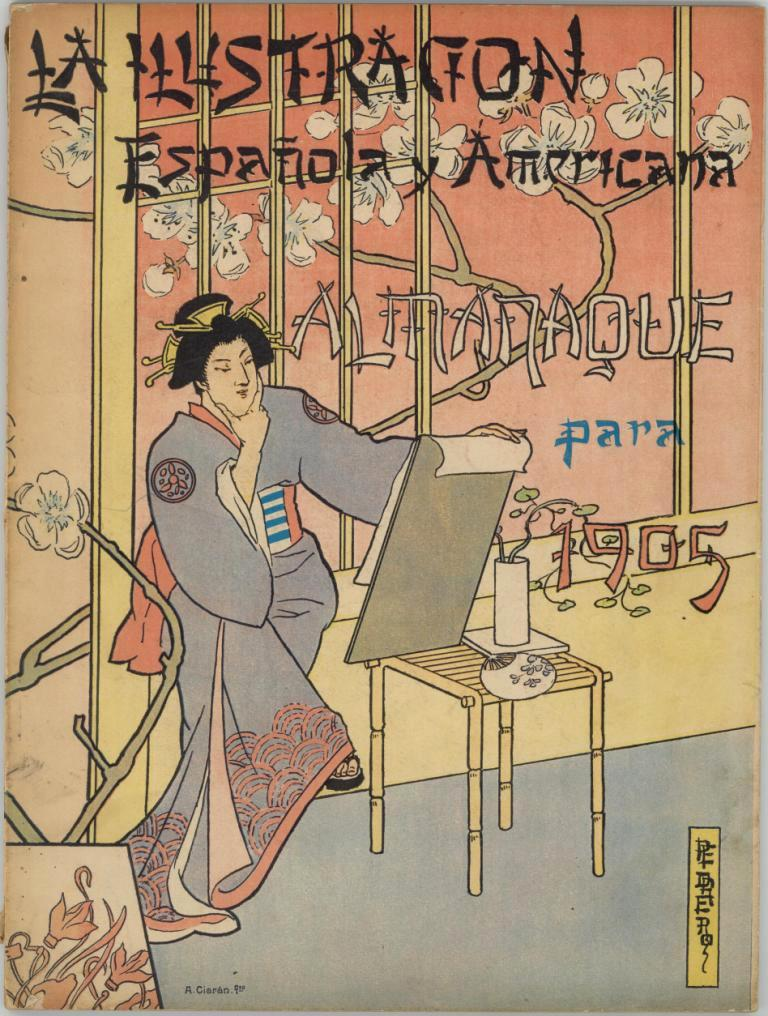
Almanaque de La Ilustración Española y Americana 1905
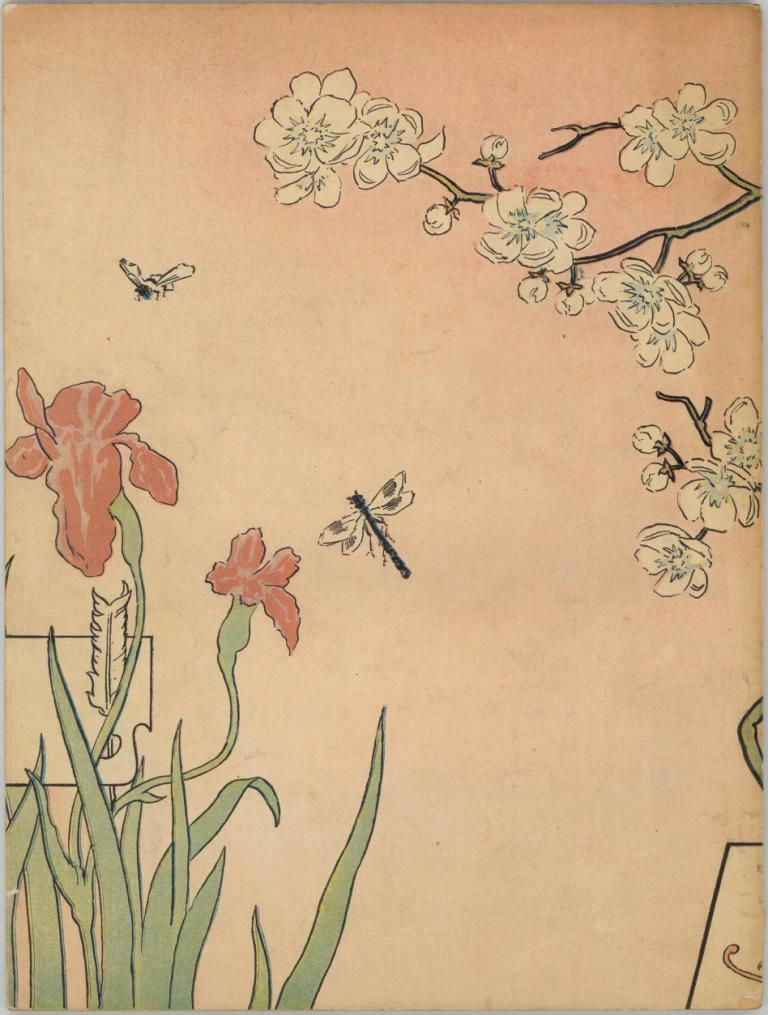
Almanaque de La Ilustración Española y Americana 1905 contraportada
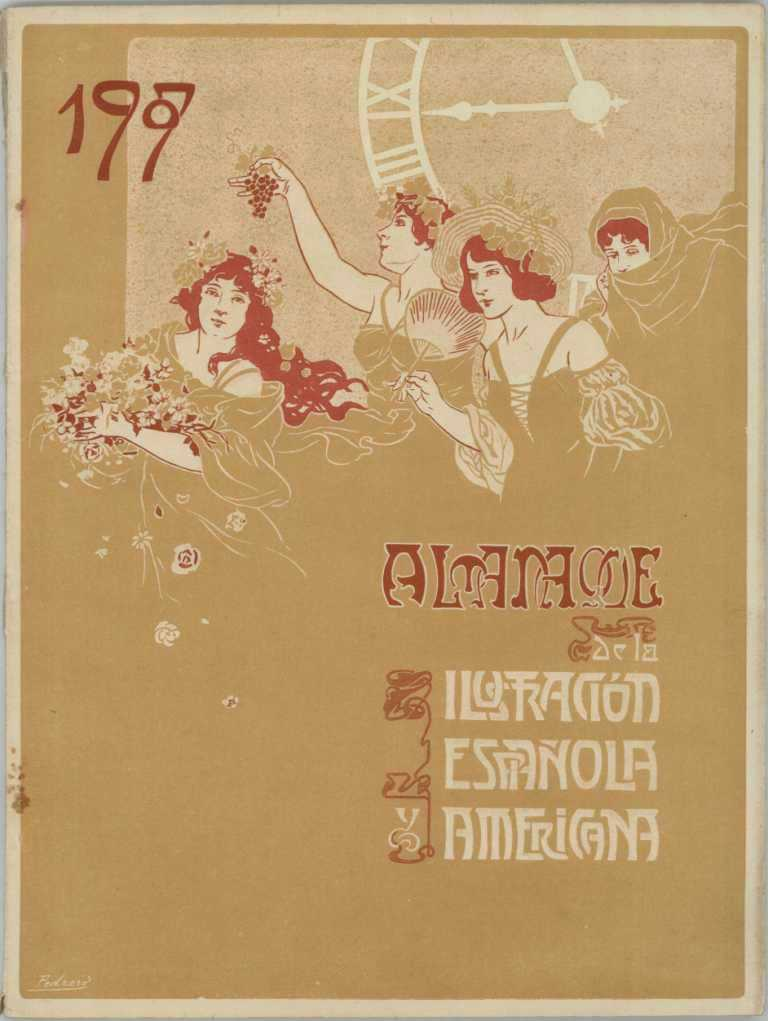
Almanaque de La Ilustración Española y Americana 1907
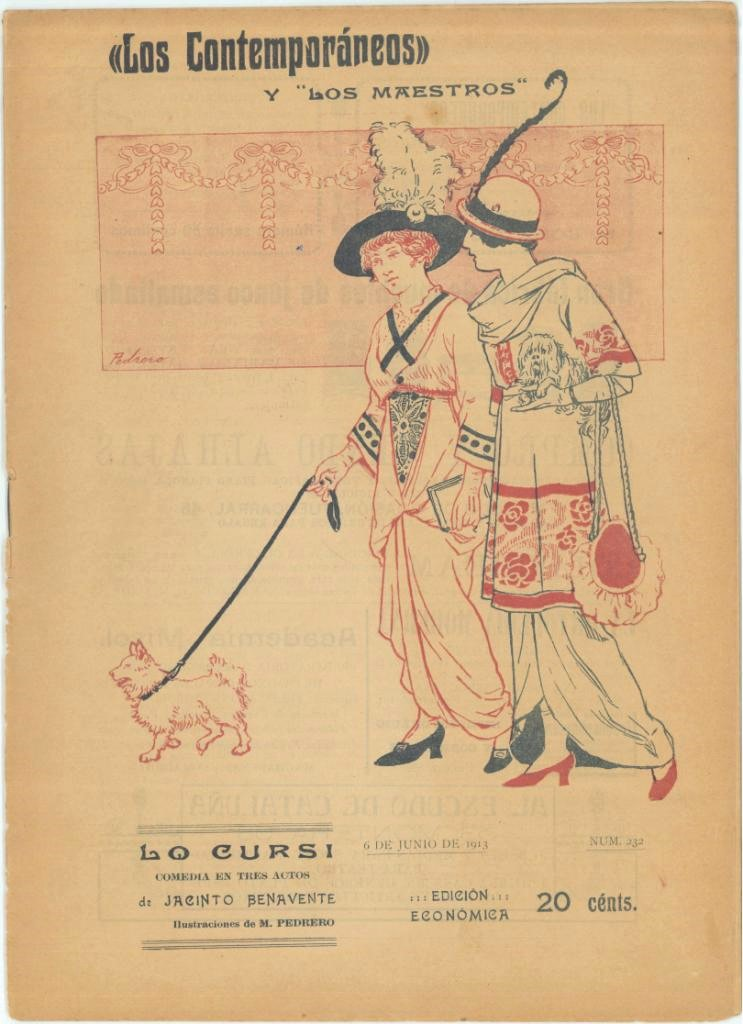
Los Contemporáneos, Lo Cursi, nº 232, 1913
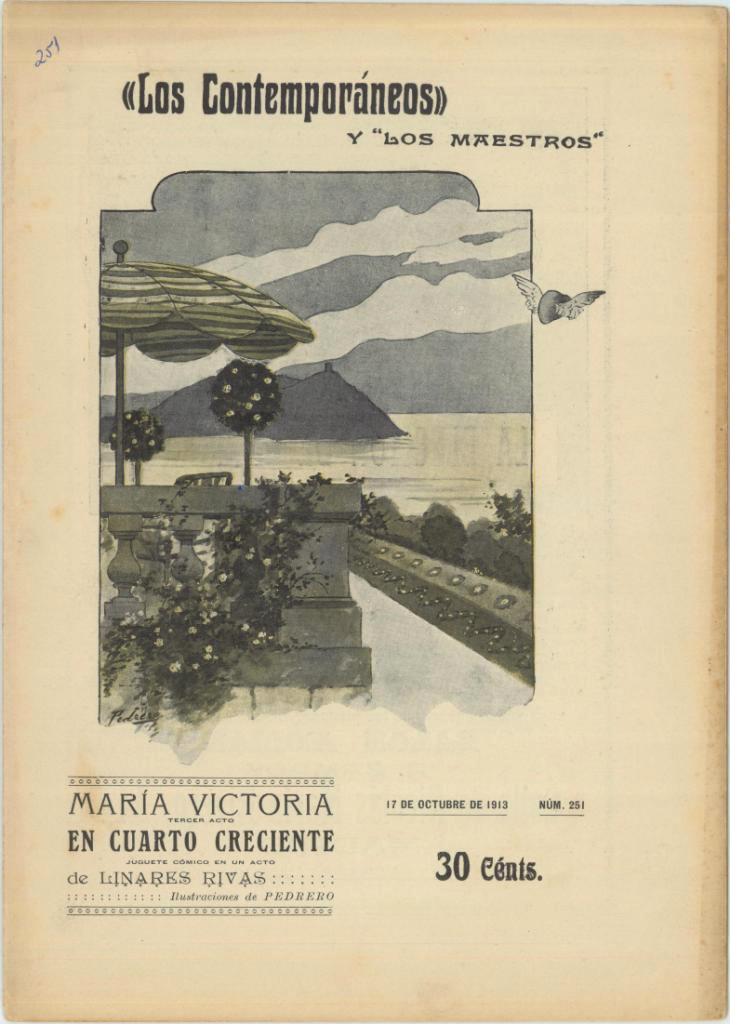
Los Contemporáneos, María Victoria, nº 251, 1913

## Obra original en museos
Mientras que la Biblioteca Nacional de España conserva el mayor número de publicaciones ilustradas por Mariano Pedrero, son también dos museos de la capital que poseen la mayor concentración de obra original en instituciones.
En primer lugar se trata del Museo de la Real Academia de Bellas Artes de San Fernando, propietaria de veinte originales, incluidos también en el catálogo de la exposición en la Casa del Cordón (2019). Estos veinte originales, de diversas técnicas (aguada, tinta, grafito, carboncillo, óleo), datan de los años 1903 a 1912 y fueron los originales para posteriores publicaciones en la revista La Ilustración Española y Americana.

Como segunda institución con mayor número de obras originales del artista figura el Museo ABC. Este custodia al menos nueve originales entre acuarelas y pastel, todos ellos incluidos en el catálogo de la exposición en la Casa del Cordón (2019). Adicionalmente posee al menos otros tres dibujos a tinta con motivos de la capital. Todas las obras nacieron entre 1913 y 1926 y fueron los originales para posteriores publicaciones en la revista Blanco y Negro.

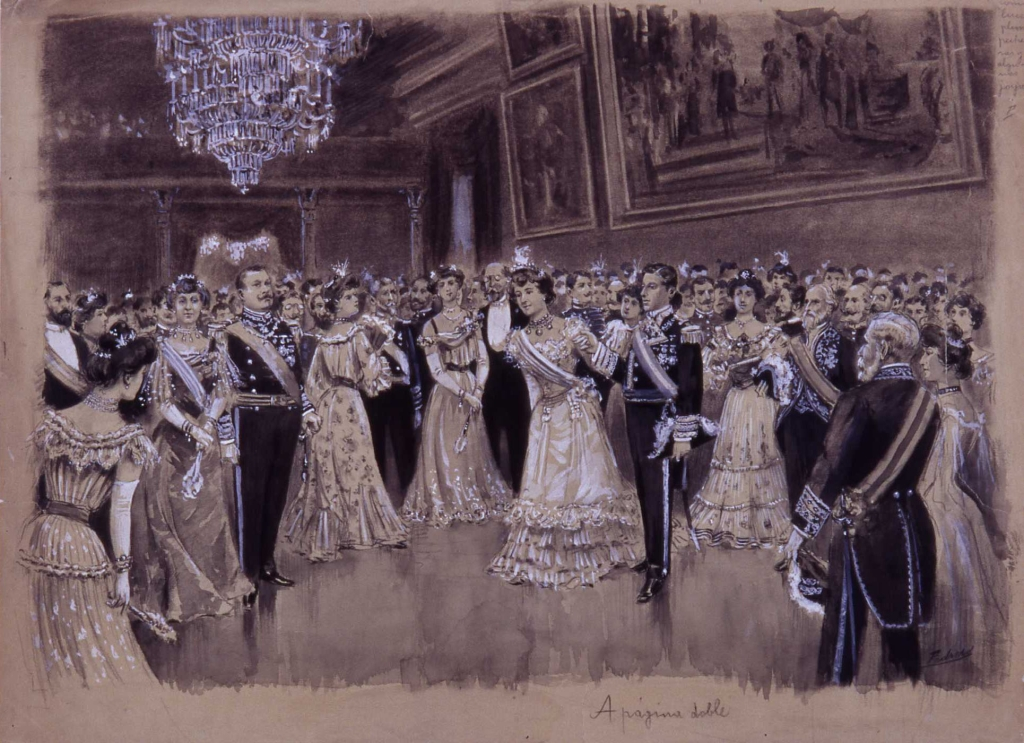
Lisboa, Baile en el palacio de Ajuda, dic. 1903, grafito y aguada s. papel, RABASF
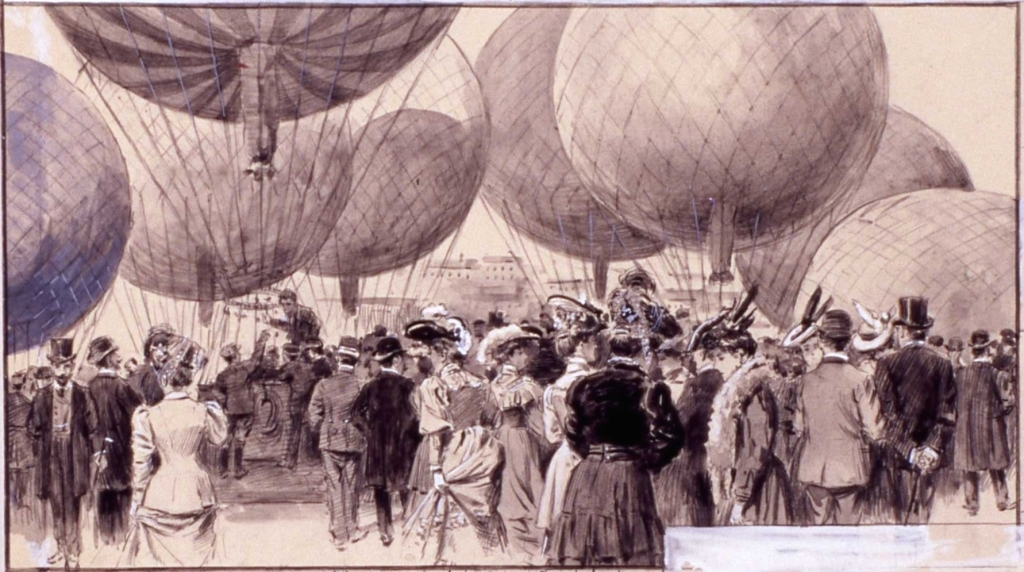
Fiesta de aerostación, detalle, 8 de noviembre de 1905, tinta, lapicero y aguada s. cartulina, RABASF
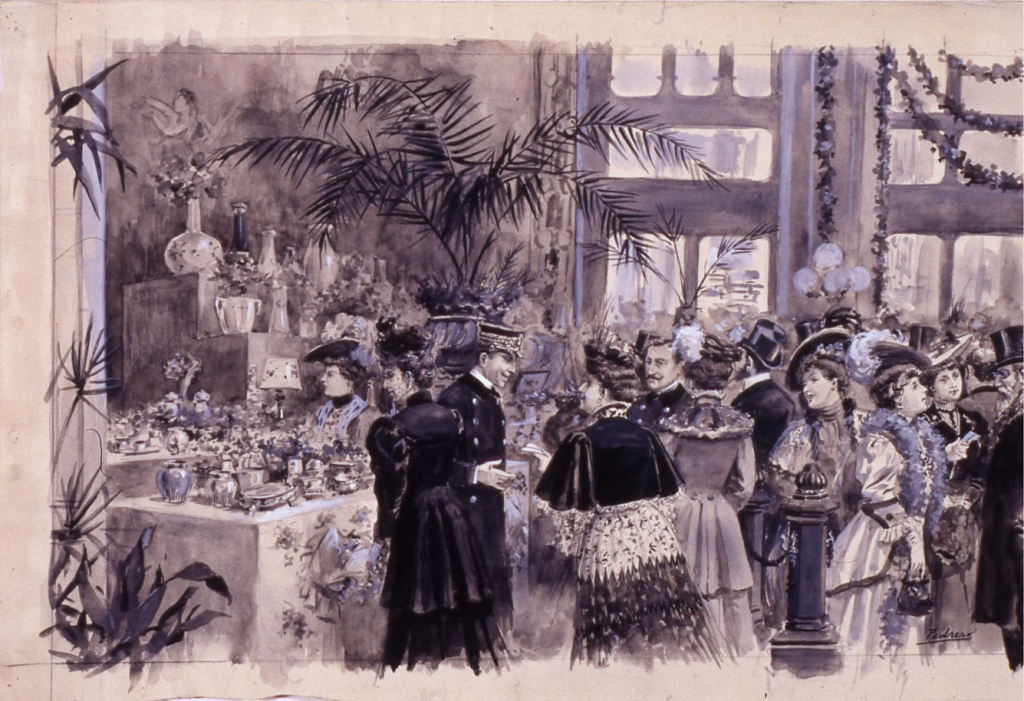
La tómbola, 30 de enero de 1906, aguada sobre cartulina, RABASF

## Viajes al extranjero
Mariano Pedrero desarrolló su vida privada y profesional en tres ciudades: Burgos, Santander y Madrid, donde tenía su mayor actividad profesional. No obstante, gracias a su obra, existe constancia de al menos cinco viajes al extranjero.
1.º  Viaje a Lisboa con motivo del viaje de Alfonso XIII a la capital lusa en diciembre de 1903. Para esta ocasión Mariano Pedrero efectuó dos grandes aguadas publicadas, el 30.12.1903, en La Ilustración Española y Americana, hoy propiedad de la RABASF. (p. 194 y 195 catálogo Fundación Caja de Burgos)
En este contexto es coherente la foto-postal a su amigo y artista Juan Antonio Cortés, Burgos, del 2.3.1904. Escribe aquí Mariano: “Le escribí contestándole a aquello del grupo del entierro y le envié una postal desde Lisboa. ¿Recibió usted ambas cosas?” (Archivo municipal de Burgos. Signatura FC-4223)
2.º  Viaje a Biarritz en 1905. De este viaje nació una excepcional aguada titulada “Pescadores de caña. Biarritz-los últimos veraneantes”, publicada el 8.10.1905 en la Ilustración Española y Americana, hoy custodiada por la RABASF. (p. 202 catálogo Fundación Caja de Burgos)
3.º  Viaje a Lisboa en 1909. Queda constancia por vía de dos bocetos anotados “Lisboa. Chao de Loureiro”  y  “En el Tajo. Portugal”. (p. 133 y 134 catálogo Fundación Caja de Burgos)
4.º  Viaje a Burdeos y Biarritz en 1915. El fruto de este viaje fueron dos acuarelas posteriormente publicadas el 13.6 y 15.8.1915 en Blanco y Negro, hoy propiedad del Museo ABC. (p. 224 y 225 catálogo Fundación Caja de Burgos)
5.º  Viaje a Larache en octubre de 1924, con motivo del nacimiento de su segunda nieta. El 26.9.1924 nació la segunda hija de su hijo Marceliano, entonces capitán de infantería, destinado en Larache. De este viaje surgió un pequeño dibujo, a lápiz de color, datado 24.10.1924 y titulado “Larache”.

En este sentido cabe resaltar el amor que sentía Mariano por sus nietas, la primera, Maruja, nacida en Madrid el 3.1.1921 y residente en Marruecos junto a sus padres. Da fe de ello la postal a su amigo Juan Antonio Cortés, Burgos, del 23.6.1923. Escribe aquí Mariano: “Por hoy le participo que tengo salud pero me veo privado de otras satisfacciones: la marcha de mi nuera y mi nieta a Marruecos me ha dejado muy desconsolado.” (Archivo municipal de Burgos. Signatura FC-4229)

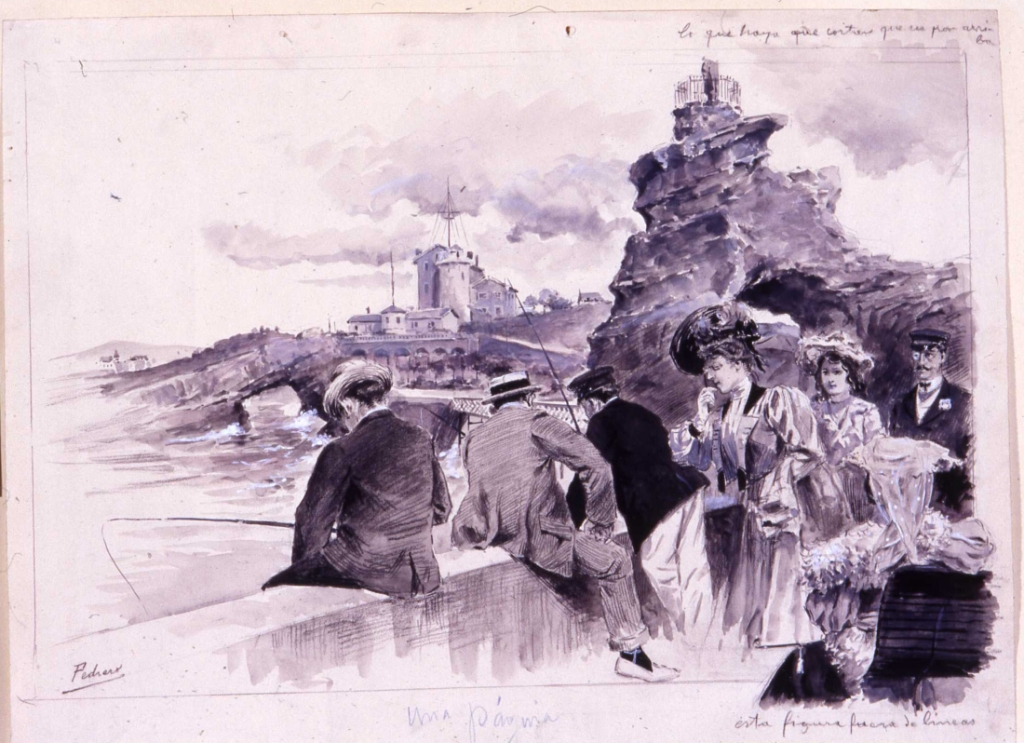
Pescadores de caña. Biarritz, 8 de octubre de 1905, aguada y lápiz s. papel, RABASF
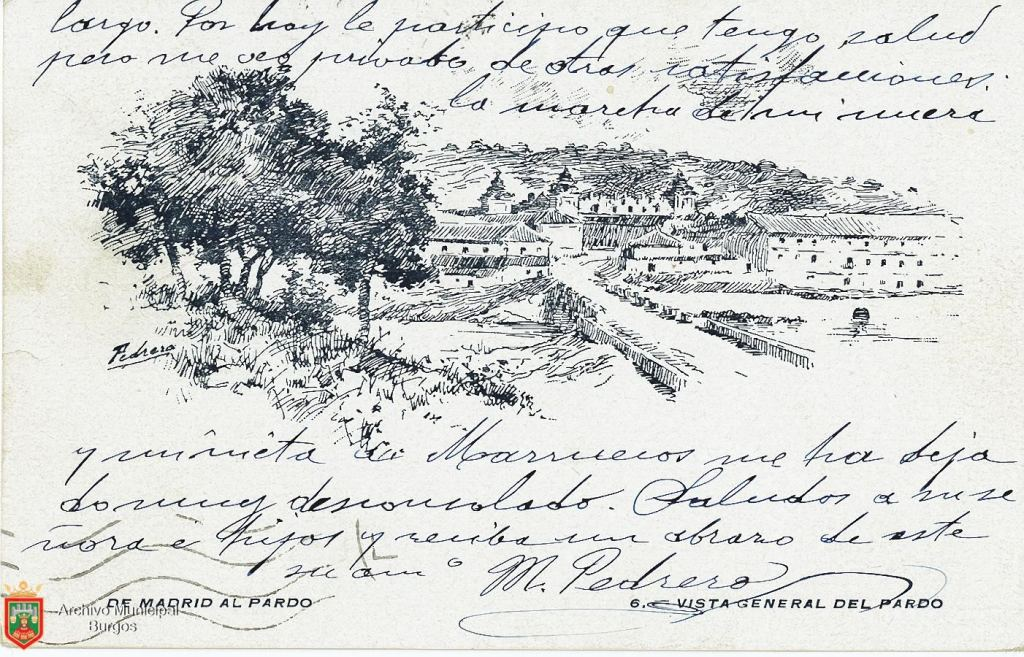
Postal, 23 de junio de 1923, a Juan Antonio Cortés

## Testimonio de patrimonio arquitectónico desaparecido
A lo largo de su inabarcable obra Mariano Pedrero retrató como “cronista gráfico” sucesos y acontecimientos así como también paisajes y monumentos. En este ámbito se podrían anotar varias obras arquitectónicas hoy desaparecidas como el "quiosco del parque del Oeste" en Madrid, el "hospital-asilo de Torrelavega" o la bella "estación de ferrocarril de Solares" así como especialmente:
El "puente colgante de Carandia", sobre el río Pas en el municipio de Piélagos, fue uno de solo cuatro de estas características encargados por el ministerio de obras públicas. Tal como relata la revista Cantabria del 8.8.1904 fue una obra de corta vida, construido en 1843 y derrumbado en 1904. Según el artículo sus medidas eran "225 pies de largo por 21 de ancho entre barandillas, elevándose 30 pies sobre el nivel de las aguas", (68,58 m., 6,4 m., 9,14 m.). 
La parte interior del Palacio Arzobispal de Alcalá de Henares, destruida por un incendio en 1939, es otra de las conservadas por la pluma de Mariano Pedrero. Este dibujo original, posteriormente publicado en el Almanaque de la Ilustración Española y Americana para 1913, capta la belleza de la arquitectura renacentista y el jardín. En la versión publicada lleva el título “Alcalá de Henares – Jardín de la Vicaría”.

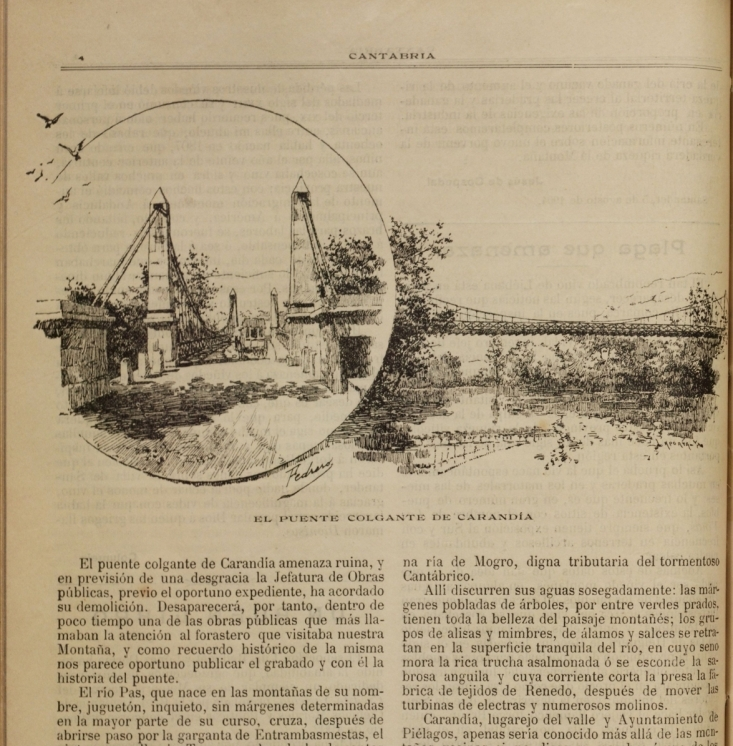
Puente colgante de Carandia, Cantabria, 8 de agosto de 1904
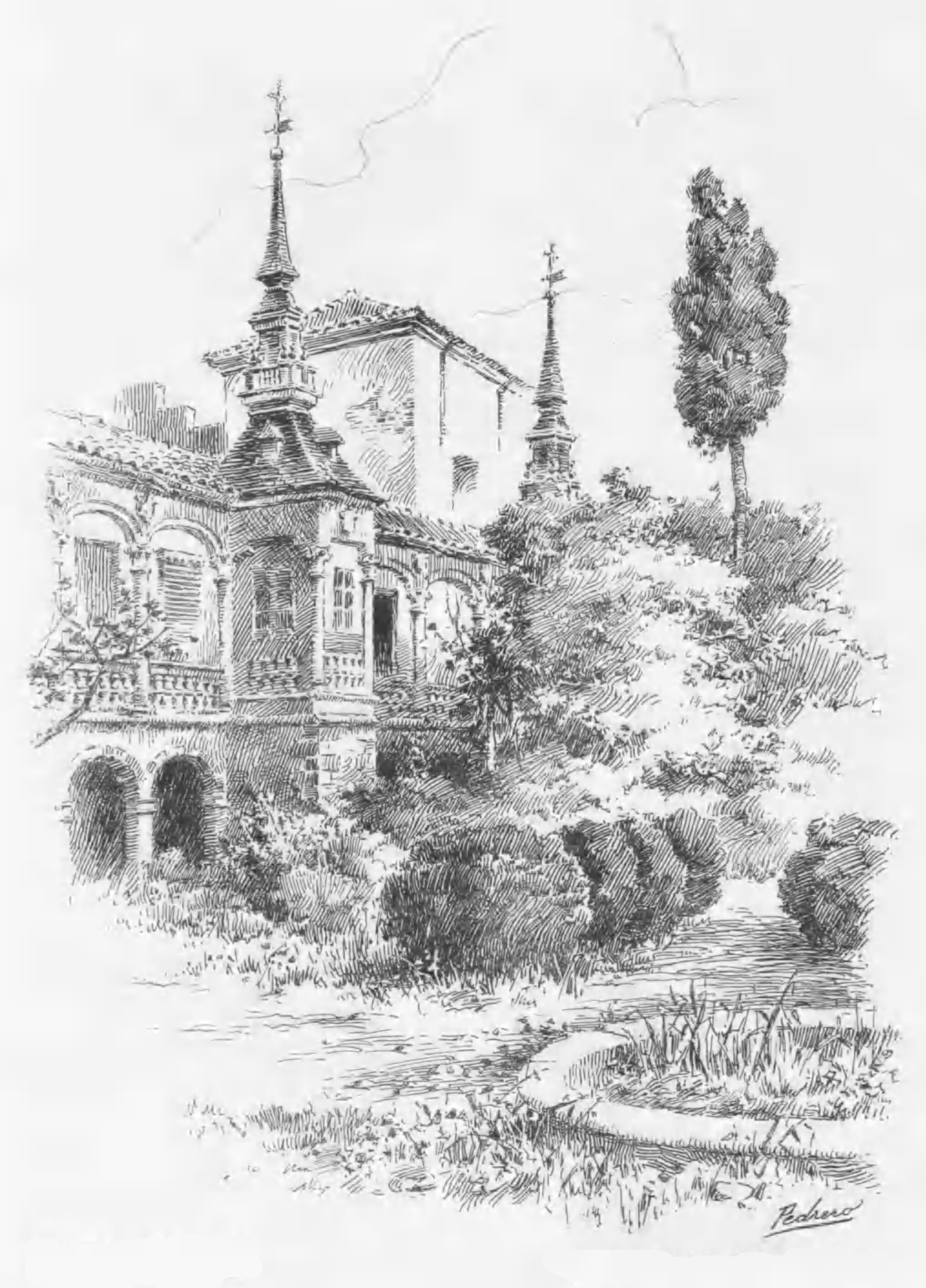
Alcalá de Henares, Jardín de la Vicaría, dibujo original (1912-1913)